# Friends!
「Friends!」（フレンズ）は、2009年7月29日に発売された日本の女性歌手・玉置成実の17枚目のシングル。

## 概要
- 前作に引き続き、CD+DVDの初回盤A,BとCDのみの通常盤(全てジャケット違い)の3形態でリリース。盤によってカップリング曲が異なる。初回盤A付属のDVDには表題曲「Friends!」のオリジナルPVを、初回盤B付属のDVDにはダンス・シーンのみで再構成された「Friends!Music Clip Dance Only Ver」とメイキングを収録。
- 「Friends!」はダリヤ「Palty」CMソング。日本テレビ『NNN Newsリアルタイム』8月度テーマソング。
- 「願い星」はWii用ゲームソフト『アークライズファンタジア』イメージソング。2009年6月3日から自身初のデジタルシングルとして配信限定で発売したが、CD化を望むファンの要望に応える形で初回限定盤Aに収録された。
- 「またね」はHi-Fi CAMPが楽曲制作を手がけている。

## 収録曲

### 初回限定盤A
- CD

1. Friends!
[作詞:Chihiro Close（黒須チヒロ）/作曲・編曲:Masaaki Asada]
2. 願い星
[作詞:Maki Iwasa/作曲:Susumu Kawai/編曲:Takashi Ikezawa]
3. Friends!(Instrumental)
[作曲・編曲:Masaaki Asada]

- DVD
Friends!(Music Clip)

### 初回限定盤B
- CD

1. Friends!
[作詞:Chihiro Close（黒須チヒロ）/作曲・編曲:Masaaki Asada]
2. Happy Forever
[作詞:kenko-p/作曲:Kazuya Fukuda/編曲:Hiroto Suzuki]
3. Friends!(Instrumental)
[作曲・編曲:Masaaki Asada]

- DVD
Friends!(Music Clip Dance Only Ver)
Making

### 通常盤
- CD

1. Friends!
[作詞:Chihiro Close（黒須チヒロ）/作曲・編曲:Masaaki Asada]
2. またね
[作詞・作曲:Hi-Fi CAMP]
3. Friends!(instrumental)
[作曲・編曲:Masaaki Asada]